# Sjava
Sjava (in russo  Сява?) è un insediamento di tipo urbano della Russia europea centro-orientale, si trova all'interno del circondario urbano della città di Šachun'ja, nell'oblast' di Nižnij Novgorod. È il centro amministrativo del'insediamento operaio di Sjava.